# Nedra Smitturn
Nedra Smitturn är en sjö i Smedjebackens kommun i Dalarna och ingår i Norrströms huvudavrinningsområde.